# مارثا بلاك (مؤرخة فن)
مارثا بلاك هي مؤرخة الفن كندية، ولدت في 1945.